# Lacilbula
Lacilbula era una ciudad hispanorromana de la Bética situada en el Cortijo de Clavijo, en Montecorto (provincia de Málaga).

## Toponimia
Su nombre puede hacer referencia al río Cilbus (quizá el Guadalete) y a las monedas indígenas con la leyenda Cilpe. 

## Conservación
Conserva gran parte de sus murallas y otros restos arquitectónicos. Cerca del yacimiento, en el Peñón de Audita, se encontró un tratado de hospitalidad latino.